# Mišja mrzlica
Mišja mrzlica ali hemoragična vročica z renalnim sindromom je akutna vročinska virusna bolezen, ki poteka v epidemijah. Povzročajo jo virusi iz rodu ortohantavirusov ter se prenaša z izločki okuženih glodavcev in se kaže s krvavitvami in akutno okvaro ledvic. Bolezenski znaki so deloma odvisni tudi od vrste virusa, ki je okužbo povzročil. Najtežje oblike običajno povzroča virus Hantaan, medtem ko virusa Dobrava in Puumala povzročata lažje oblike obolenja. Učinkovitega cepiva ali zdravila ne poznamo, zdravljenje je le simptomatsko.

## Povzročitelj
Mišjo mrzlico povzročajo ortohantavirusi iz družine Hantaviridae, in sicer virusi Dobrava, virus Puumala, Tule, Hantaan in Seul. V Sloveniji se pojavljata dva, Dobrava in Puumala. Virus Dobrava, katerega gostitelj je rumenogrla miš, je bil izoliran iz vzorca, odvzetega v kraju Dobrava blizu Žužemberka v Sloveniji. Prvič so ga opisali na Inštitutu za mikrobiologijo in imunologijo v Ljubljani.

## Prenašanje
Naravni rezervoar hantavurisov, ki povzročajo mišjo mrzlico, so predvsem glodavci, kot so miši, voluharji in podgane, ki so kronični nosilci. Vsaka vrsta hantavirusa je povezana z določeno vrsto glodavca. Okuženi glodavci izločajo virus s slino, sečem in blatom, človek pa se okuži z vdihovanjem aerosolov, ki vsebujejo virus zaradi onesnaženosti z izločki glodavcev. Bolezen se ne prenaša s človeka na človeka. Inkubacijska doba mišje mrzlice je razmeroma dolga in lahko traja več mesecev, običajno pa traja 2 do 4 tedne.

## Znaki in simptomi
Bolezenski potek je lahko od zelo blag do hud z akutno odpovedjo ledvic in s krvavitvami. Bolezenski znaki so deloma odvisni tudi od vrste virusa, ki je okužbo povzročil. Najtežje oblike običajno povzroča virus Hantaan, medtem ko virusa Dobrava in Puumala povzročata lažje oblike obolenja.
Bolezen poteka v več fazah:
- V prvi fazi se pojavijo mrzlica, vročina, glavobol, bolečine v trebuhu, pordele očesne veznice in pikčaste krvavitve na obrazu, po vratu in trupu. Pri lažji obliki se v tej fazi, ki traja nekaj dni, bolezen konča in pride do popolne ozdravitve brez posledic.
- V težkih primerih bolezni po nekaj dnevih visoke vročine nastopi hipotenzivna faza, za katero je značilen hiter padec krvnega tlaka. Pojavita se lahko nemir in delirij, kazati se pa začnejo že znaki ledvične okvare.
- V oligurični fazi prevladujejo znaki odpovedi ledvic (skromno izločanje seča, prisotnost beljakovin in krvi v seču). V tem obdobju je tudi velika nagnjenost h krvavitvam. Oligurično obdobje traja nekaj dni, lahko pa v tej fazi bolnik tudi umre. Smrtnost bolezni v tem obdobju je 5 do 15 %.
- Poliurična faza, ki se kaže s povečanim izločanjem seča, oznanja obdobje ozdravljenja. To obdobje lahko traja več tednov ali mesecev in se konča s popolnim ozdravljenjem.

## Diagnoza
Mišjo mrzlico je težavno diagnosticirati le na podlagi klinične slike, zato so običajno potrebne serološke preiskave. Na bolezen posumijo pri bolnikih z vročinsko boleznijo s simptomi, podobnimi gripi, ledvično odpovedjo neznanega vzroka in včasih tudi s spremljajočo okvaro delovanja jeter. Okužbo serološko potrdijo s prisotnostjo specifičnih protiteles s testom ELISA in dokazom virusne nukleinske kisline v krvi bolnika z verižno reakcijo s polimerazo (PCR).

## Zdravljenje
Na voljo ni učinkovitega cepiva ali specifičnega zdravila. Zdravljenje je simptomatsko; s protivročinskimi zdravili bolniku nižajo telesno temperaturo, ohranjajo ustrezno hidriranost, po potrebi pa uporabijo tudi dializo.
Zdravljenje z ribavirinom na Kitajskem in v Koreji, ki so ga bolniku uvedli najkasneje 7 dni po nastopu vročine, je pokazalo zmanjšano smrtnost ter skrajšanje poteka okužbe.

## Slovenija
V Sloveniji so prvi primer mišje mrzlice opisali leta 1954.
Od 1. januarja do 13. oktobra 2021 so na Inštitutu za mikrobiologijo in imunologijo Medicinske fakultete v Ljubljani potrdili skupaj 559 primerov mišje mrzlice, od tega 162 žensk in 356 moških. Največ okuženih je moških, starih od 35. do 44. leta starosti. Največ okužb se pojavlja v škofjeloškem in idrijskem hribovju ter kočevski in ilirsko-bistriški občini. Večina obolelih se je okužila z virusom Puumala, pri dveh je bil potrjen tudi virus Dobrava. Večina bolnikov je potrebovala hospitalizacijo, ena oseba je umrla. Porast okužb naj bi se zgodil zaradi lanskoletne bogate obroditve žira na bukvah, kar je omogočilo dovolj hrane in ugodne pogoje za hitro razmnoževanje glodalcev.